# Toyama Maru
„Toyama Maru” – japoński statek towarowy oddany do służby w 1915 roku.
W okresie międzywojennym pływał pod flagą różnych japońskich linii żeglugowych. W 1941 roku został zarekwirowany przez Cesarską Armię Japońską. W czasie wojny na Pacyfiku uczestniczył w inwazji na Filipiny, a także pełnił służbę konwojową. 29 czerwca 1944 roku został zatopiony na wodach archipelagu Riukiu przez amerykański okręt podwodny USS „Sturgeon”. Wraz z nim zginęło prawdopodobnie około 3,7 tys. japońskich żołnierzy i marynarzy, aczkolwiek według niektórych źródeł liczba ofiar mogła sięgnąć nawet 5,6 tys.

## Dane techniczne
„Toyama  Maru” był statkiem towarowym o długości 135,63 metrów, szerokości 17,67 metrów i zanurzeniu 10,36 metrów. Jego pojemność wynosiła 7090 BRT.
Statek był wyposażony w dwie śruby, a jego napęd stanowiły cztery turbiny parowe o mocy 922 NHP.

## Historia

### Przebieg służby
Budowę statku rozpoczęto 4 sierpnia 1913 roku w stoczni Mitsubishi Shipbuilding & Engineering Company w Nagasaki na zamówienie linii żeglugowych Nippon Yūsen Kaisha. Wodowanie miało miejsce 20 marca 1915 roku; wtedy też jednostce nadano nazwę „Toyama Maru”. Do służby weszła 3 czerwca tegoż roku .
W latach 1915–1935 statek pływał pod flagą linii NYK. W lipcu 1935 roku został sprzedany liniom Nanyo Kaiun Kabushiki Kaisha z Osaki. Już w grudniu następnego roku został jednak zakupiony przez linie Ono Shoji Gomei Kaisha z Tokio .
Pod koniec stycznia 1941 roku „Toyama  Maru” został zarekwirowany przez Cesarską Armię Japońską i przystosowany do przewozu wojska. W grudniu tegoż roku, podczas kampanii filipińskiej, uczestniczył w operacji desantowej w Zatoce Lamon .
W latach 1942–1944 pływał w konwojach na Formozę, Indochiny i Filipiny, a także między Rabaulem a archipelagiem Palau .
W sierpniu 1943 roku, na skutek fuzji między liniami Ono Shoji Gomei Kaisha a Taiyo Kogyo Kabushiki Kaisha przeszedł na własność tych ostatnich .

### Zatonięcie
18 czerwca 1944 roku „Toyama Maru” wypłynął z Moji w ramach konwoju KATA-412, przewożąc w swych ładowniach ponad 4 tys. żołnierzy z 44. Samodzielnej Brygady oraz ładunek benzyny . Warunki, w których podróżowali żołnierze, były bardzo ciężkie i nie różniły się zbytnio od tych, które panowały na „piekielnych statkach” przewożących jeńców wojennych.
Konwój zawinął najpierw do Kagoshimy, skąd wypłynął 27 czerwca. Następnie zatrzymał się na krótki postój w Koniya na wyspie Amami Ōshima, skąd wznowił rejs 29 czerwca. Jego portem docelowym miała być Naha na Okinawie .
Jeszcze tego samego dnia około godziny 7:30 rano amerykański okręt podwodny USS „Sturgeon” wystrzelił salwę czterech torped w kierunku „Toyamy Maru”. Japońska jednostka otrzymała trzy trafienia: w część dziobową, w ładownię nr 7, w której przewożono ładunek benzyny, a także między ładownią nr 5 a maszynownią. Statek przełamał się na dwie części i zatonął w ciągu minuty na pozycji 27°47′N 129°05′E/27,783333 129,083333. Wraz z nim zginęło 3627 japońskich żołnierzy oraz 76 członków załogi. Okręty eskorty zdołały uratować około 600 rozbitków .